# Волошин, Михаил Евстафьевич

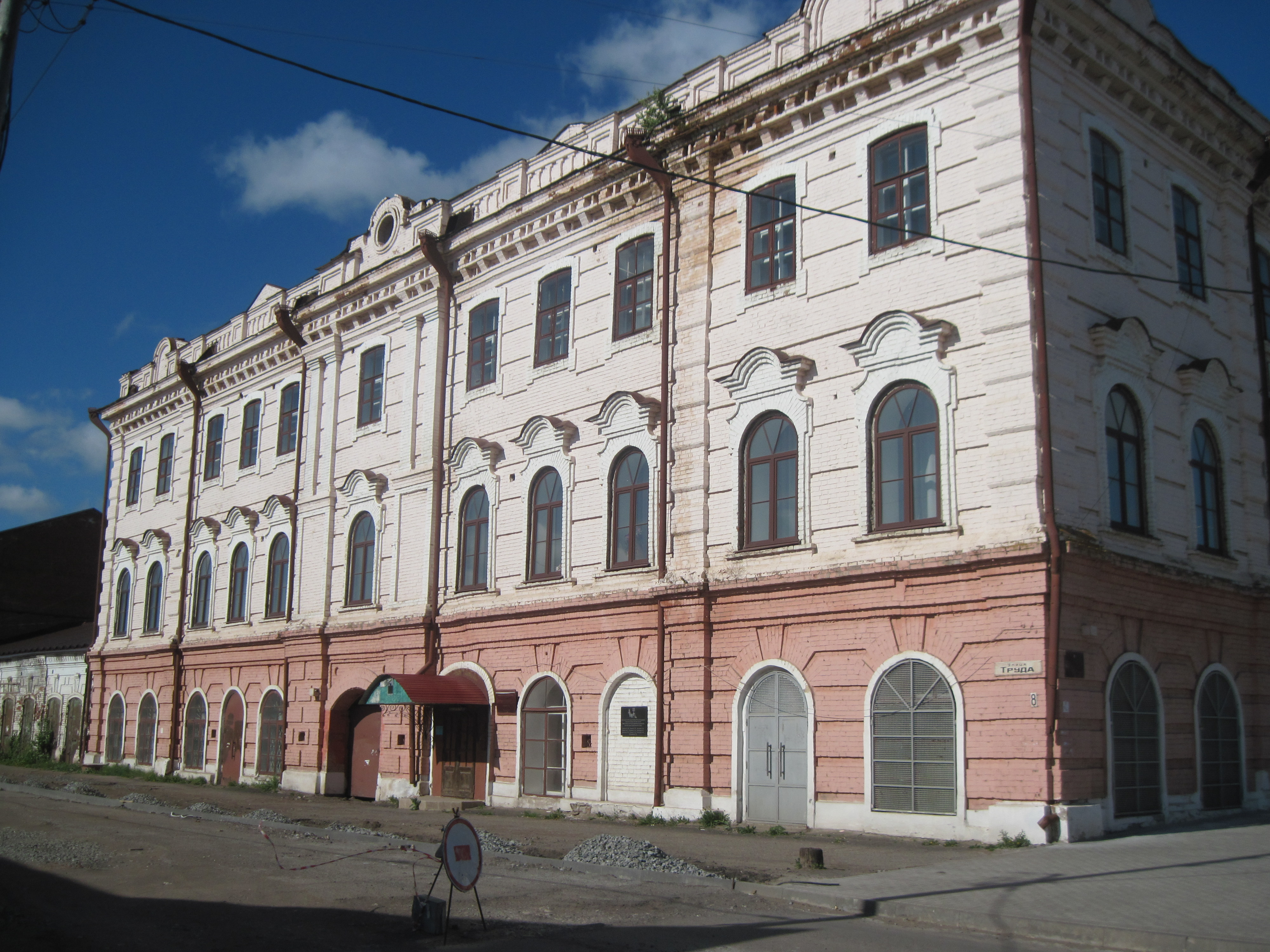
Бывшее Смоленское военное пехотное училище, Удмуртская Республика, город Сарапул, ул.Труда, 8; видна мемориальная доска.

Михаи́л Евста́фьевич Воло́шин (10 августа 1920, Филипповка, Киргизская АССР — 31 июля 1944, Жвяйотгала, Биржайский уезд) — майор Рабоче-крестьянской Красной Армии, участник Великой Отечественной войны, Герой Советского Союза (1944).

## Биография
Михаил Евстафьевич Волошин родился 10 августа 1920 года в крестьянской семье в селе Филипповка Будённовского сельсовета Кустанайского уезда Оренбургско-Тургайской губернии Киргизской АССР РСФСР, с 31 июля 2009 года село входит в состав села Алтынсарино Камыстинского района Костанайской области Республики Казахстан. Русский.
Окончил семь классов школы, после чего работал бухгалтером в селе Чесма Челябинской области.
В 1939 году он был призван на службу в Рабоче-крестьянскую Красную Армию. В 1942 году Волошин окончил Смоленское военное пехотное училище, находившееся в эвакуации в Сарапуле, и был направлен на фронт Великой Отечественной войны. Прошёл путь от командира взвода до командира батальона 234-го стрелкового полка 179-й стрелковой дивизии 43-й армии 1-го Прибалтийского фронта. Отличился во время освобождения Белорусской ССР.
В 1942 году вступил в ВКП(б).
В июне 1944 года батальон Волошина прорвал вражескую оборону, овладел посёлком Шумилино и железнодорожной станцией Сиротино Витебской области. Волошин лично руководил действиями своего батальона, находясь в его боевых порядках на самых опасных участках. Развивая наступление, батальон вышел к Западной Двине и с ходу, несмотря на массированный вражеский огонь, приступил к её форсированию. В дальнейшем ему удалось прорваться к дороге Витебск-Бешенковичи, соединившись с войсками 3-го Белорусского фронта, замкнув окружение Витебской группировки войск противника. Отражая немецкие контратаки крупных сил пехоты при поддержке танковых и артиллерийских подразделений, батальон уничтожил более 200 вражеских солдат и офицеров, взял в плен ещё более 100, захватил 83 автомашины.
Указом Президиума Верховного Совета СССР от 22 июля 1944 года за «образцовое выполнение заданий командования и проявленные мужество и героизм в боях с немецкими захватчиками» майор Михаил Волошин был удостоен высокого звания Героя Советского Союза. Однако орден Ленина и медаль «Золотая Звезда» он получить не успел.
Михаил Евстафьевич Волошин погиб в бою 31 июля 1944 года в районе деревни Жвяйотгала (Жвайотгале) (лит. Žvejotgala) Биржайского уезда (лит. Biržų apskritis) Литовской ССР, ныне село входит в Пачяряукштское староство (лит. Pačeriaukštės seniūnija) Биржайского районного самоуправления Паневежского уезда Литовской Республики. Похоронен в городе Биржае на воинском кладбище по улице Витауто.

## Награды
- Герой Советского Союза, 22 июля 1944 года
  - Орден Ленина
  - Медаль «Золотая Звезда»
- Орден Красной Звезды, дважды: 7 ноября 1942 года, 11 декабря 1943 года

## Память
- В честь Волошина названы улица и школа в селе Чесма[2].
- Упомянут на мемориальной доске, установленной на главном корпусе Сарапульского политехнического института (филиала) федерального государственного бюджетного образовательного учреждения высшего образования «Ижевский государственный технический университет имени М.Т. Калашникова». Установлена в 2010 году с 4 фамилиями: Антонов Константин Михайлович, Митькин Борис Викторович, Спицын Спиридон Матвеевич, Теплоухов Михаил Сергеевич[3]; в 2014 году обновлена, стало 10 героев, добавились: Беляев Иван Потапович, Волошин Михаил Евстафьевич, Иванов Михаил Романович, Коновалов Алексей Дмитриевич, Максимов Иван Тихонович, Половинкин Василий Васильевич[4]. Удмуртская Республика, город Сарапул, ул.Труда, 8 — 56°28′35″ с. ш. 53°49′14″ в. д.HGЯO